# Arbreviaduct
Het Arbreviaduct is een spoorviaduct over de Dendervallei tussen Aat en Chièvres ten zuidwesten van Brussel. Het viaduct maakt deel uit van de HSL 1, een hogesnelheidslijn tussen Brussel en Parijs. Het viaduct bestaat uit betonnen overspanningen van 50 en 60 meter lengte, met een totale lengte van 2 kilometer. De brugdelen zijn van U-vormige voorgespannen betonnen liggers gemaakt, waarvan de zijkanten ook als geluidsbarrière zorgen.
Het viaduct kruist de Rue d'Ath, het Kanaal Blaton-Aat, de N56, Spoorlijn 90 en de Rue d'Arbre.